# Feder
Feder, pseudonimo di Hadrien Federiconi (Biot, 5 settembre 1987), è un disc jockey e produttore discografico francese.

## Biografia
Di origini italiane, si è fatto conoscere nel 2014, realizzando Sixto un remix del brano Can’t Get Away di Rodriguez. Ha così firmato un contratto discografico con l'etichetta discografica Atlantic Records, che l'ha lanciato sul mercato internazionale nei primi mesi del 2015 con il brano Goodbye, realizzato in collaborazione con la cantante Lyse. Il singolo ha ottenuto un grande successo in Francia, nazione d'origine del disc jockey, dove è risultato il brano più venduto per sei settimane consecutive e restando in classifica quasi per tutto l'anno, per dieci mesi consecutivi. Il brano ha ottenuto una vasta popolarità in tutta l'Europa, raggiungendo la vetta anche in Svizzera e in Belgio ed entrando nelle top10 in Germania, Austria e Spagna.
Nel novembre 2015 è stato pubblicato il suo secondo singolo, Blind, in collaborazione con la cantante Emmi. Nel 2016 ha pubblicato il terzo singolo, Lordly in collaborazione con Alex Aiono, che ha raggiunto la posizione numero 10 in Francia oltre ad essere certificata disco di diamante nel territorio franco e disco d'oro in Polonia. Negli anni successivi ha collaborato con artisti come DaBaby, Ofenbach e Upsahl e ha prodotto remix per artisti internazionali come Only Want You di Rita Ora, Jerusalema di Master KG e Fever di Dua Lipa.

## Discografia

### EP
- 2017 – Breathe

### Singoli
- 2015 – Goodbye (feat. Lyse)
- 2015 – Blind (feat. Emmi)
- 2016 – Lordly (feat. Alex Aiono)
- 2017 – Back for More (feat. Daecolm)
- 2017 – Private Dancer (feat. Julian Perretta)
- 2017 – Breathe
- 2018 – Keep Us Apart (feat. Jen Jis e Bright Sparks)
- 2018 – Control (feat. Bryce Vine e Dan Caplen)
- 2019 – Only Want You (Feder Remix) (con Rita Ora)
- 2019 – Parigo (con Sadek)
- 2020 – That Girl
- 2020 – Cosa fai
- 2020 – Meghna
- 2021 – Let There Be Drums (feat. Upsahl)
- 2021 – Call Me Papi (con Ofenbach feat. Dawty Music)
- 2021 – Reality (con Damien N-Drix feat. Max Wassen)
- 2022 – Strangers
- 2022 – Talk to Me (feat. DaBaby, Blacc Zacc e Dayytona Fox)
- 2022 – Me, Myself and Miami (feat. Kairos Grove)

#### Come artista ospite
- 2020 – Apple Juice (DanDlion feat. Feder)